# George Heinrich Embden
George Heinrich Embden (* 22. September 1839 in Hamburg; † 13. Juli 1907 ebenda) war ein deutscher Advokat, Rechtsanwalt und Politiker in Hamburg.

## Leben
Embden studierte Rechtswissenschaften in Heidelberg, Berlin und Göttingen und erlangte 1862 in Göttingen einen Doktortitel. Am 16. Juni 1862 wurde Embden in Hamburg als Advokat zugelassen, er war bis zu seinem Tod als solcher eingeschrieben. Embden war bis 1877 erster Sekretär der Handelskammer, 1878 gründete er zusammen mit Gerhard Hachmann eine Sozietät, in der am 1. Oktober 1878 Carl August Schröder anfing zu arbeiten. Schröder wurde am 1. Januar 1881 als Teilhaber in die Sozietät Ders. Hachmann & Embden aufgenommen.
Von 1871 bis 1880 gehörte Embden der Hamburgischen Bürgerschaft an, er war Mitglied der Fraktion des Linken Zentrums.

## Familie
Embden war Sohn von Bartold Embden und mit Elisabeth Charlotte Embden geborene Dehn verheiratet. Seine Söhne waren die Mediziner Gustav Embden und Heinrich Embden (promoviert 1893 in Freiburg).

## Quelle
Mitgliederverzeichnis der Hamburgischen Bürgerschaft 1859 bis 1959 – Kurzbiographien. Zusammengestellt und bearbeitet von Franz Th. Mönckeberg. Gebundenes Schreibmaschinenmanuskript;  Nr. 394